# Lotta Ramel

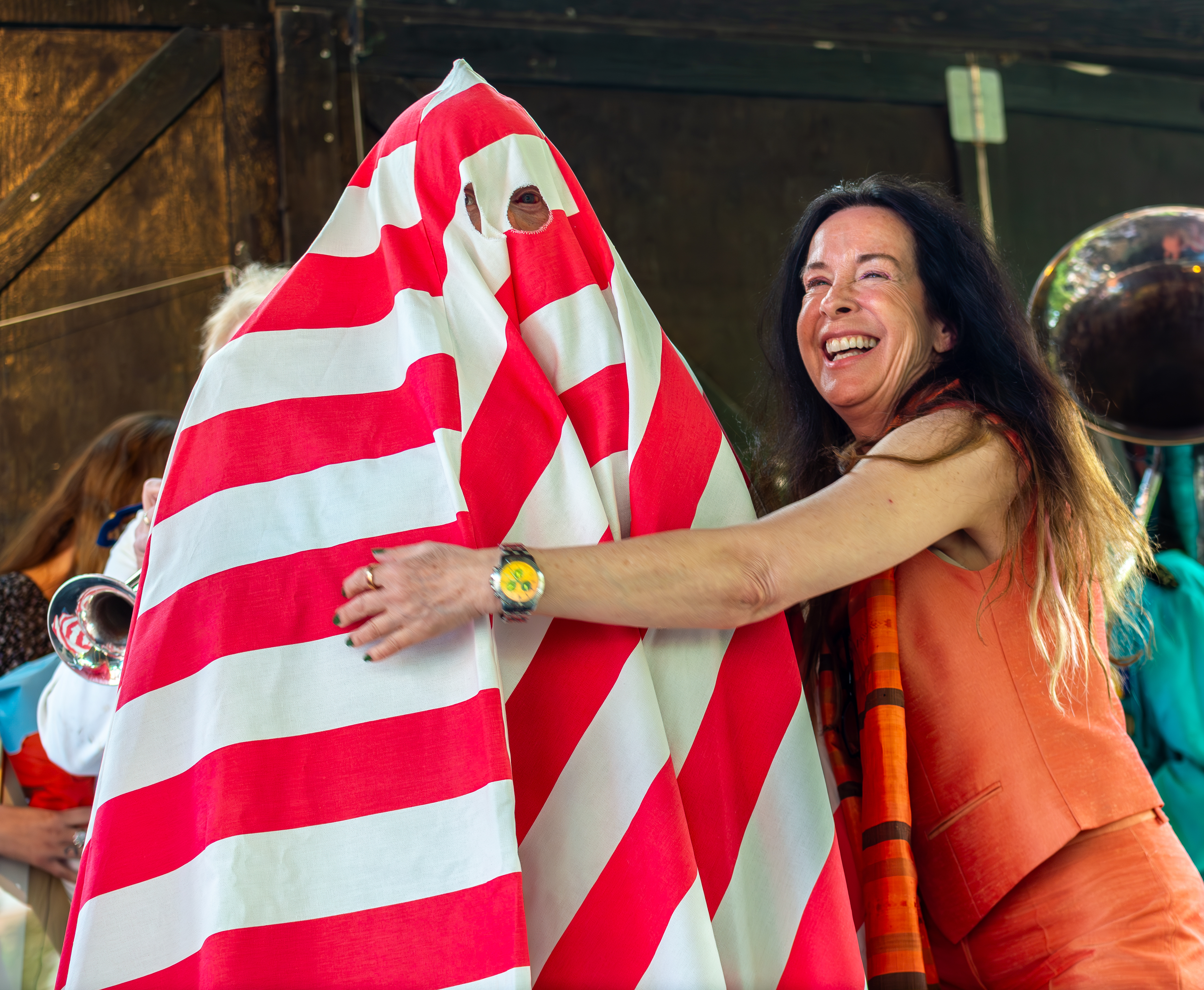
Lotta Ramel ska just dra av skynket som döljer Tommy Körberg som får KaRAMELodiktstipendiet 2022.

Charlotte "Lotta" Ramel, född 29 september 1957 på Lidingö, är en svensk skådespelare och regissör.

## Biografi
Lotta Ramel studerade vid Statens scenskola i Malmö 1977–1980. Hon gick i samma klass som bland andra Johan Ulveson och Lars-Göran Persson.
Hon har medverkat i filmer som Hans Alfredsons Falsk som vatten (1985), och TV-serier som Affären Ramel (1986) och Rederiet (1995). Hon var engagerad vid Malmö stadsteater 1980, Norrbottensteatern i Luleå 1981–1985. Från 1985 var hon verksam vid Stockholms stadsteater. Hon har även varit engagerad i Tingel Tangel på Tyrol, Teater Tribunalen och i ett antal krogshower. Hon har regisserat bland annat En strut karameller på Vasateatern 2009 och föreställningen Kolla Povel 2009. Sedan 2010 har hon  turnerat med föreställningen Povels Naturbarn tillsammans med sin bror Mikael Ramel och Backa Hans Eriksson. År 2014 regisserade hon föreställningen Det är synd om papporna med teatergruppen Unga Giljotin. Hon skrev manus tillsammans med skådespelarna.
Hon arbetar som teaterlärare på Södra Latin i Stockholm.
Hon medverkade som huvudperson i SVT:s släktforskarprogram Vem tror du att du är? 2009.
2024 deltog hon i SVT:s Hotell Romantik.

## Familj
Lotta Ramel är dotter till Povel och Susanna Ramel samt syster till Mikael Ramel och halvsyster till Marianne Gillgren och Carina Gillgren. 
Hon var 1976–1978 gift med Ted Gärdestad. Med Johan H:son Kjellgren har hon sonen Jim Ramel Kjellgren och med Ola Fuchs dottern Lycke Fuchs Ramel.

## Filmografi (urval)
- 1975 – Långtradarchaufförens berättelser (TV-serie)
- 1977 – Jack
- 1977 – Semlons gröna dalar
- 1978 – Bevisbördan (TV-serie)
- 1985 – Falsk som vatten
- 1986 – Affären Ramel
- 1987 – I dag röd
- 1989 – La strada del amore
- 1995 – Rederiet
- 2004 – Kyrkogårdsön
- 2018 – Ted – För kärlekens skull
- 2021 – Sagan om Karl-Bertil Jonssons julafton

## Teater

### Roller
| År   | Roll           | Produktion                                                        | Regi             | Teater                   |
| ---- | -------------- | ----------------------------------------------------------------- | ---------------- | ------------------------ |
| 1980 |                | Sparvel Staffan Göthe                                             | Torbjörn Astner  | Malmö stadsteater        |
| 1983 |                | Du sköna nya paradis Katariina Lahti                              | Katariina Lahti  | Norrbottensteatern       |
| 1984 | Irina          | Tre systrar (Три сeстры, Tri sestry) Anton Tjechov                | Göran Nilsson    | Norrbottensteatern       |
| 1984 | Medverkande    | Ju mer vi är tillsammans, ju galnare vi bli, kabaré Rolf Börjlind | Jarl Lindblad    | Norrbottensteatern       |
| 1986 | Flickan        | Parken Botho Strauss                                              | Jan Maagaard     | Stockholms stadsteater   |
| 1989 | Medverkande    | Tingel-tangel, revy Povel Ramel och Hans Alfredson                | Mikael Ekman     | Restaurang Tyrol         |
| 2015 | Anna, kokerska | Den stressade Ludvig Holberg                                      | Jan Hertz        | Fredriksdalsteatern      |
| 2016 |                | Farmor och vår Herre Hjalmar Bergman                              | Christian Tomner | Helsingborgs stadsteater |